# Federación de Científicos Estadounidenses
La Federación de Científicos Estadounidenses (idioma inglés Federation of American Scientists (FAS) ) es una organización no partidaria, 501(c)(3) con la intención declarada de la utilización de la ciencia y el análisis científico para tratar de hacer que el mundo sea más seguro. FAS fue fundada en 1945 por los científicos que trabajaron en el Proyecto Manhattan para desarrollar las primeras bombas atómicas.
Con 86 patrocinadores,  FAS afirma que promueve un mundo más y más seguro mediante el desarrollo y la promoción de soluciones a importantes problemas científicos y tecnológicos de políticas de seguridad   al educar al público y a los políticos, promoviendo la transparencia a través de la investigación y el análisis para maximizar el impacto en política. Los proyectos FAS son organizados a través de 4 áreas programáticas: Bioseguridad, sistemas terrestres, tecnologías educacionales, y estrategias de seguridad.

## Historia
FAS fue primero fundada como la Federación de científicos atómicos (Federation of Atomic Scientists) el 30 de noviembre de 1945, por un grupo de científicos e ingenieros dentro de la Asociación de científicos del Proyecto Manhattan  (Associations of Manhattan Project Scientists), científicos de Oak Ridge y de Los Álamos. Su primera misión era apoyar la Ley McMahon de 1946, educar al público, la prensa, políticos y responsables políticos, además de promover la transparencia internacional y el desarme nuclear. El 6 de enero de 1946, el FAS cambió su nombre a Federation of American Scientists (Federación de científicos estadounidenses), pero su objetivo sigue siendo el mismo - promover el control internacional de la energía atómica y dedicarla a usos pacíficos, la promoción pública de la ciencia, la libertad e integridad de los científicos y la investigación científica. Para este propósito, la sede permanente se estableció en Washington D. C., y se establecieron contactos con los diversos poderes del Estado, Naciones Unidas, organizaciones profesionales y privadas, además de personalidades influyentes.
En 1948, la Federación había crecido a veinte asociaciones locales, con 2500 miembros, y que había sido instrumental en la aprobación de la Ley McMahon y la Fundación Nacional de Ciencias, y había influido en la posición estadounidense en Naciones Unidas en materia de control internacional de armas atómicas la energía y el desarme.
Además de influir en la política del gobierno, se llevó a cabo un programa de educación pública sobre la naturaleza y control de la energía atómica a través de conferencias, películas, exposiciones, y distribución de la literatura, coordinación de sus actividades con las de las organizaciones miembros a través de la emisión de memorandos, declaraciones de política, hojas informativas y boletines.

### Misión
La misión de FAS es promover un mundo más y más seguro mediante el desarrollo y la promoción de soluciones a los principales problemas de ciencia y tecnología de la política de seguridad mediante la educación al público y a los políticos, además de promover la transparencia a través de la investigación y el análisis para maximizar el impacto en la política.

## Programa Estratégico de Seguridad
Continuando con la tradición FAS del control internacional de la energía atómica y su utilización con fines pacíficos, el Programa Estratégico de Seguridad (SSP) persigue proyectos que crean un mundo más seguro. SSP incluye el programa de trabajo que se centra en la reducción de los riesgos de la proliferación nuclear, la prevención de la trata y venta de armas pequeñas y ligeras, la creación de una mayor transparencia del gobierno estadounidense en asuntos de seguridad nacional, y análisis de la amenaza del terrorismo internacional.
El Blog Estratégico de Seguridad es uno de los primeros blogs de ONG con cobertura general de seguridad nacional escrito por verdaderos expertos en la materia. Los temas incluyen el comercio de armas, la bioseguridad, las armas químicas, sistemas de defensa aérea portátiles, y las armas nucleares y proliferación

### Proyecto de Monitoreo de la venta de armas
El Proyecto de Monitoreo de la venta de armas  (Arms Sales Monitoring Project o ASMP) busca aumentar la transparencia, la responsabilidad y la moderación en el comercio de armas legal; eliminar el tráfico ilícito de armas, y servir como un repositorio de datos sobre las transferencias de armas de Estados Unidos y controles de exportación de armas. Durante la última década, el FAS ha informado sobre el comercio de armas, las políticas de exportación de armas de los Estados Unidos, y el tráfico ilícito de armas pequeñas y armas ligeras a través de la publicación de informes y artículos, difusión en los medios, y hablar en público. Un objetivo de FAS es entregar información a los periodistas interesados,  responsables políticos y el público en general, por lo que muchas personas pueden actuar, logrando mucho más de lo que solo FAS podría.

### Secreto gubernamental
El Proyecto de secreto gubernamental (Government Secrecy Project) trabaja para promover el libre acceso a la información gubernamental para iluminar el aparato de secretismo gubernamental, incluyendo políticas de información clasificada y desclasificación. El proyecto también publica documentos gubernamentales previamente sin revelar o difíciles de encontrar, de interés de política pública, así como los recursos de política de inteligencia.
El Proyecto de secreto gubernamental publica un blog de noticias secretas llamado Secrecy News blog, una publicación que informa sobre los nuevos desarrollos en secreto gubernamental y proporciona acceso público a los recursos documentales sobre secretos, inteligencia y política de seguridad nacional.
El políticamente delicado Government Secrecy Project es dirigido Steven Aftergood, quien además es editor y autor de la publicación de internet Secrecy News'.

### Red de Análisis Militar
La Red de Análisis Militar (Military Analysis Network) ofrece información sobre Relaciones Exteriores Sistemas de Armas de Estados Unidos, Municiones y armas en el espacio. TLa Red proporciona recursos y bases de datos en varias categorías, entre ellas::
- Una guía de municiones y sistemas de armamentos de Estados Unidos
- Equipamiento militar del resto del mundo indexado por país.
- Índice logístico militar de Estados Unidos
- Índice seleccionado militar de países.
- Reporte de armas presentes en el espacio.

### Proyecto de información nuclear
El Proyecto de información nuclear (Nuclear Information Project) provee al público general y políticos con información y análisis acerca del estatus, número, y estado operativo de armas nucleares, políticas que guían su potencial uso y control de armas nucleares. El proyecto informa sobre la evolución del ciclo del combustible nuclear que es relevantes para la proliferación de armas nucleares. El proyecto pone información técnica en un contexto de no proliferación y mira a los estudios de casos mediante la realización de los cálculos y análisis independientes.

## Programa de Bioseguridad
El Programa de Bioseguridad  (Biosecurity Program (BIO))  se concentra en la investigación y la promoción de políticas de ciencia y seguridad sin comprometer el equilibrio de seguridad nacional o el progreso científico. Esto incluye la prevención de la utilización indebida de la investigación y la promoción de la comprensión pública de las amenazas reales de biológicas y armas químicas. Esto incluye prevenir el mal uso de la investigación y promoción del conocimiento público de las amenazas reales provenientes de armas biológicas y químicas.
El Blog de Bioseguridad proporciona al público recursos para encontrar las últimas actualizaciones en materia de política de bioseguridad, información acerca de bioterrorismo e investigación acerca de biodefensa.

## Programa de Tecnologías Educativas
El Programa de Tecnologías Educativas (Educational Technologies Program (ETP)) está enfocado en el desarrollo de tecnologías innovadoras para mejorar la forma en que las personas aprenden. El ETP diseña y crea juegos prototipos y herramientas innovadoras. Además, el ETP reúne los proyectos de colaboración que consisten en las ONG, profesionales del diseño, y líderes de la comunidad para llevar a cabo iniciativas de educación innovadores tanto a nivel nacional como local. El ETP también publica los principales estudios y escritos de los miembros del Congreso de los Estados Unidos sobre las tecnologías educativas innovadoras

### Tecnologías Emergentes
Notable en esta área es el Proyecto de mundos virtuales FAS (FAS Virtual Worlds Project (FASVWP)), el cual no solo incluye al FAS, sino que un poderoso grupo de asociados. La etapa inicial del FASVWP fue la creación de un sitio web el cual intentaba ser un compendio de todos los mundos virtuales existentes.  Con el tiempo, este sitio servirá como la base para un nuevo universo de mundos virtuales, las cuales van a utilizar un conjunto común de herramientas de código abierto, y que hará posible que una colección diversa de desarrolladores, instructores y otros para colaborar en el diseño, evaluación y uso de tales sistemas de aprendizaje, mientras que la facultad a los estudiantes e instituciones educativas para elegir entre los enfoques de la competencia

### Juegos y Simulaciones
FAS está trabajando para ayudar a crear herramientas de aprendizaje que ayudan a lograr importantes avances en el aprendizaje y la formación. El proyecto más reciente de FAS es Immune Attack, un juego completamente en 3D en el que los estudiantes de secundaria pueden descubrir el funcionamiento interno de los sistemas circulatorio e inmunológico del cuerpo, ya que pilotear un pequeño avión no tripulado a través del torrente sanguíneo para combatir a los invasores microscópicos.
Immune Attack es financiado por la National Science Foundation y conjuntamente desarrollado por la Federation of American Scientists, la University of Southern California, Brown University, y Escape Hatch Entertainment. enseña inmunología de una manera divertida y atractiva que es diferente de la salón de clases tradicional, haciendo uso del paradigma de "desafío y recompensa" que se encuentra en la mayoría de los juegos de video.
Immune Attack es una herramienta de enseñanza complementaria, diseñado para ser utilizado en combinación con la escuela media y los libros de texto de biología de la escuela secundaria. Immune Attack presenta la biología molecular y biología celular en detalle que se suele reservar para los estudiantes universitarios. Sin embargo, se utiliza el formato de videojuego familiar y de motivación para introducir el extraño y nuevo mundo de las células y moléculas.

## Programa de Sistemas de la Tierra
El Programa de Sistemas de la Tierra ( Earth Systems Program (ESP)) tiene por objeto examinar el aumento de las tensiones en el medio ambiente, incluidas las cuestiones relativas a la energía, la alimentación, la agricultura, el agua y otros recursos naturales, y para analizar la forma en que interactúan con respecto a la seguridad internacional. ESP fue creado a partir de la idea de que la tecnología debe permitir a la gente de todo el mundo para mejorar sus niveles de vida y los servicios a través de maneras seguras y respetuosas del medio ambiente. El ESP busca mejorar el diálogo y la confianza entre los científicos del medio ambiente, los responsables políticos y el público, así como el desarrollo de asociaciones de ciencia para resolver entorno crítico y los problemas energéticos.

### Proyecto Construyendo Tecnologías
El Proyecto Construyendo Tecnologías (FAS Building Technologies Project) se inició en 2001 para centrar los esfuerzos de los científicos e ingenieros que se especializan en materiales de construcción sobre una serie de cuestiones tales como la ingeniería estructural, calidad del aire interior, la eficiencia energética y diseño arquitectónico para crear hogares que sean seguros, asequibles, y atractivo para los constructores y los propietarios en Estados Unidos y en el extranjero.
El Programa de Building Technologies trabaja para avanzar en la innovación en el diseño de edificios y la construcción que pueden mejorar la calidad, accesibilidad, eficiencia energética y protección contra el peligro al tiempo que reducen los costos de la construcción y operación. Los avances técnicos, incluyendo nuevos materiales compuestos y prefabricados componentes, ayudan a cumplir estos objetivos de manera que sean beneficiosas para los constructores y propietarios. Desde su concepción, el Proyecto Building Technologies ha combinado el talento de los arquitectos e ingenieros de renombre, junto con expertos en energía más importantes del país para embarcarse en cuestiones de vivienda en los Estados Unidos y en el extranjero.
Áreas del programa incluyen::
- Casas prefabricadas
- Viviendas de emergencia
- Tecnologías avanzadas
- Enseñanza y aprendizaje de tecnologías
- Cuestiones de política.

## Liderazgo
La Federación de científicos estadounidenses es dirigida por una Mesa de directorio compuesta por renombrados científicos.
Charles D. Ferguson es el presidente de FAS. También es Profesor Adjunto en el Security Studies Program de la Georgetown University y Orador adjunto del National Security Studies Program en la Johns Hopkins University.  Antes de la FAS, trabajó como Senior Fellow Philip D. Reed para la Ciencia y la Tecnología en el Consejo de Relaciones Exteriores. Además de las muchas posiciones que ha ocupado larga y distinguidamente, Ferguson es un físico muy respetado e ingeniero nuclear que tiene más de veinte años de experiencia en el campo.
La membresía FAS incluye numerosos científicos estadounidenses e internacionales prominentes, muchos de los cuales son funcionarios del gobierno actual y anteriores. Además, la Junta de Patrocinadores FAS incluye a 64 premios Nobel